# Lisa Zeno Churgin
Lisa Rachel Zeno Churgin (* 20. Januar 1955) ist eine US-amerikanische Filmeditorin.

## Leben und Werk
Lisa Churgin machte 1973 ihren Schulabschluss an der Millburn High School und studierte von 1973 bis 1977 am Oberlin College. Nachdem sie bereits 1979 und 1980 dem Filmeditor David Holden bei den Filmen Die Warriors und Long Riders assistierte, war es 1984 das Familiendrama Solo, bei dem sie erstmals eigenverantwortlich einen Filmschnitt ausführen konnte. Anschließend konnte sie sich immer mehr als eigenständige Editorin durchsetzen, sodass ihre Arbeiten nicht nur einem größeren Publikum bekannt wurden, sondern sie auch einige Auszeichnungen und Nominierungen erhielt, darunter eine Oscar-Nominierung für Gottes Werk und Teufels Beitrag und eine Nominierung für den Saturn Award für ihren Schnitt von Haus aus Sand und Nebel.
Lisa Zeno Churgin ist Mitglied der American Cinema Editors und war von 2002 an auch ihre Präsidentin.

## Filmografie (Auswahl)
- 1979: Die Warriors (The Warriors) (Schnitt-Assistenz)
- 1980: Long Riders (The Long Riders) (Schnitt-Assistenz)
- 1984: Solo
- 1990: Die Liebe eines Detektivs (Love at Large)
- 1991: Closet Land
- 1992: Bob Roberts
- 1992: Samantha – Der Satansbraten aus dem Körbchen (Samantha)
- 1993: Schatten der Leidenschaft (The Wrong Man)
- 1994: Reality Bites – Voll das Leben (Reality Bites)
- 1995: Dead Man Walking – Sein letzter Gang (Dead Man Walking)
- 1997: Gattaca
- 1999: Eine Nacht in New York (200 Cigarettes)
- 1999: Gottes Werk und Teufels Beitrag (The Cider House Rules)
- 2001: Wedding Planner – Verliebt, verlobt, verplant (The Wedding Planner)
- 2002: Moonlight Mile
- 2002: Waking Up in Reno
- 2003: Haus aus Sand und Nebel (House of Sand and Fog)
- 2005: In den Schuhen meiner Schwester (In Her Shoes)
- 2005: Mozart und der Wal (Mozart and the Whale)
- 2006: Der letzte Kuss (The Last Kiss)
- 2008: Das Gesetz der Ehre (Pride and Glory)
- 2008: Henry Poole – Vom Glück verfolgt (Henry Poole Is Here)
- 2009: Die nackte Wahrheit (The Ugly Truth)
- 2009: Tenderness – Auf der Spur des Killers (Tenderness)
- 2011: Priest
- 2012: Einmal ist keinmal (One for the Money)
- 2012: Pitch Perfect
- 2015: Secret Agency – Barely Lethal (Barely Lethal)
- 2016: Elliot, der Drache (Pete’s Dragon)
- 2018: Ein Gauner & Gentleman (The Old Man & the Gun)
- 2020: An American Pickle
- 2023: Peter Pan & Wendy
- 2023: Daddio – Eine Nacht in New York (Daddio)

## Auszeichnungen
Oscar
- 2000: Bester Schnitt – Gottes Werk & Teufels Beitrag (nominiert)

Satellite Awards
- 2003: Bester Schnitt – Haus aus Sand und Nebel (nominiert)